# 錢高輝之
錢高 輝之（ぜにたか てるゆき、1905年10月9日 - 1984年11月22日 ）は、日本の経営者。錢高組社長を務めた。

## 来歴・人物
岡山県出身。1927年第六高等学校 (旧制)文科甲類卒業。1930年に東京帝国大学経済学部を卒業し、1934年に錢高組に入社。1936年に取締役に就任し、1942年に専務を経て、1945年に社長に就任。1980年から会長を務めた。経済団体連合会理事なども歴任した。1960年に藍綬褒章を受章し、1973年1月に勲三等旭日中綬章を受章。
1984年11月22日急性肺炎で死去。79歳没。

## 系譜
- 父：屋葺友次郎
- 母：玉
- 養父：錢高久吉
- 養母：松本キヌ（松本正太郎の姉）
  - 妻：錢高善子（錢高組社長　錢高久吉の長女）
    - 長男：錢高善雄(錢高一善)
    - 長女：錢高喜久子（大阪証券金融専務　上山純の妻）
    - 二女：錢高光子（錢高組専務　山本敦の妻）
    - 三女：錢高和子（ライオン商事取締役　小林繁の妻）